# 特里林加內冰原島峰
71°50′S 27°25′E / 71.833°S 27.417°E
特里林加內冰原島峰（英語：Trillingane Nunataks），是南極洲的冰原島峰，位於毛德皇后地的朗希爾德公主海岸，屬於南龍達訥山脈的一部分，處於巴爾肯山東北面11公里，現時由南極條約體系管理。